# 嘉義祥和教會

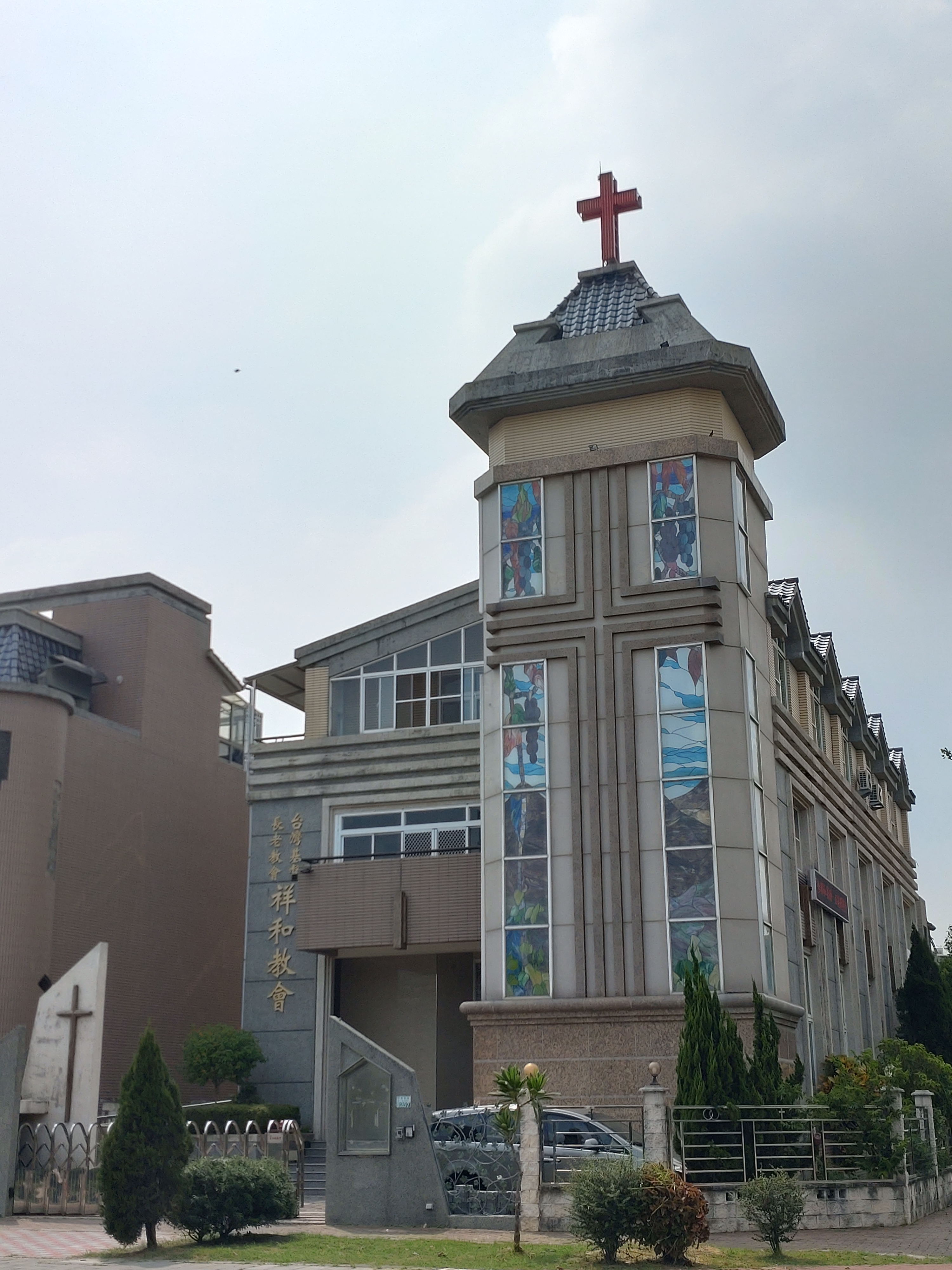
祥和教會

嘉義祥和教會位於太保市東勢里的祥和社區，設立於2002年5月26日(22年292天)，為太保市西部的基督信仰中心，屬於是台灣基督長老教會嘉義中會西區眾教會之一。本教會鄰近嘉義縣政府、長庚科大嘉義校區、永慶高中、嘉義科學園區、嘉科實中、國立故宮博物院南部院區及教會東側之東勢寮。

## 歷史
2002年5月26日，嘉義祥和教會設立於祥和社區。2005年1月，遷至太保市公園南路。2008年1月，遷至太保市博學路。會友由最初的9人，增加至136人。

## 活動

### 聚會
祥和教會的聚會活動多，團契活動就包含了婦女團契、迦勒團契、長庚團契以及少年團契，在音樂方面則有弦樂團以及聖歌隊，宗教活動有查經班、禱告會、主日學、活泉小組以及家庭禮拜，對於幼童也有舉行週末兒童營。此外，祥和教會也會協助學生以及弱勢家庭做課後陪讀，並推廣生命教育以及品格教育。

### 二二八紀念
祥和教會除了舉辦固定的禮拜與教會外，也常常在二二八紀念日前後，舉行追思紀念禮拜，並在結束後由教會的弦樂團舉行音樂會。

## 交通
- 台灣高速鐵路：嘉義車站
- 嘉義BRT：故宮南院站
- 台灣糖業鐵路蔗埕線：故宮南院站
- 嘉義縣市區公車 105：永慶高中站